# Bussières (Loire)
Bussières é uma comuna francesa na região administrativa de Auvérnia-Ródano-Alpes, no departamento de Loire. Estende-se por uma área de 16,76 km². Em 2010 a comuna tinha 1 580 habitantes (densidade: 94,3 hab./km²).